# 대동강철교
대동강철교(大同江鐵橋)는 경의선 철도가 평양에서 대동강을 지나는 구간에 놓인 다리이며, 1905년에 건설되었다.

## 역사
대동강철교는 러일 전쟁 당시 전쟁물자를 수송하기 위해 경의선을 건설하면서 평양의 대동강 구간에 놓은 철교이며, 1905년 3월 24일 준공되었다. 남쪽의 대동강역과 북쪽의 평양역을 연결하는 다리로 대동강 속의 섬 양각도(羊角島)를 지난다.
처음에는 철교(鐵橋) 아닌 임시목교(臨時木橋)에 불과하여 철교로 다시 건설하기 위해 양각도 주민 40여호 중 절반인 20여호를 이주시키려 하자 상당한 반발이 있었다. 목교라서 수해로 끊어지는 등 문제가 발생하기도 했기 때문에 1907년에 철교로 바꾸는 공사를 시작하여 1909년 제1, 제2 철교가 준공되어 6월 6일에 낙성식을 가졌다.
1930년대 말에 경부선과 경의선 복선화 공사를 시작하면서 노후화된 대동강 철교도 신설하는 방안이 검토되고, 1938년 4월에 공사를 시작하여, 1942년에 완공된다.
이 철교는 한국 전쟁 시기에 중국인민지원군이 개입하자 그들의 남하를 지연시키기 위해 UN군 측이 파괴한 직후, 수많은 피난민들이 끊어진 다리를 건너기 위해 매달려 있는 사진으로 널리 알려졌다. 파괴된 철교는 전후에 복구되었다.
1986년에 대동강철교와 같은 위치에 인도교인 양각교(羊角橋)가 나란히 건설되어 옆에서 찍은 사진을 보면 두 다리가 잘 구분이 안 된다.
사람과 차량 통행을 위한 최초의 대동강 인도교인 대동교는 1923년 11월 30일 준공되었다.

## 사진

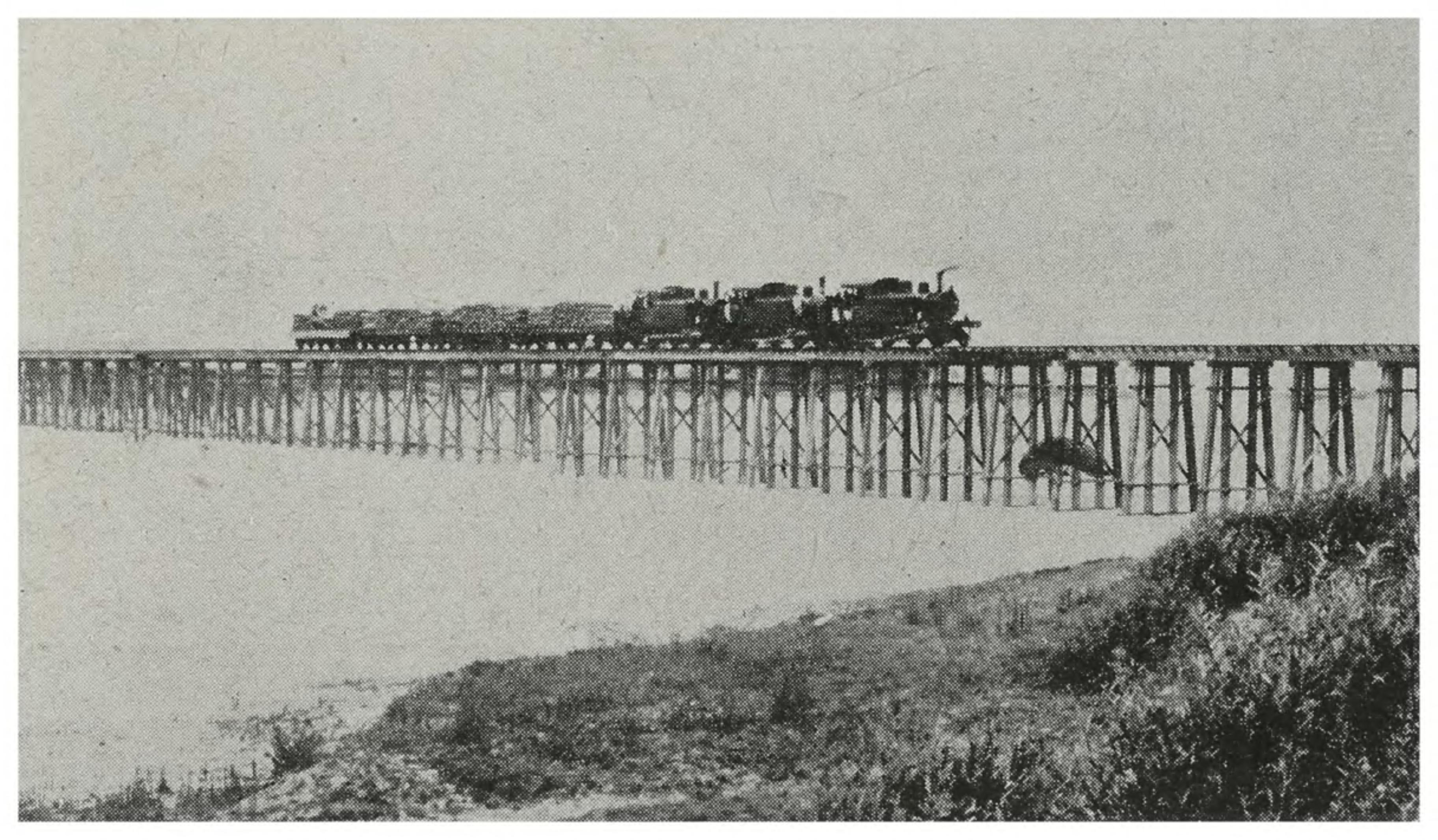
대동강 다리 선로를 기차가 처음 시운전 하는 장면. 목조 다리인 것이 보임.
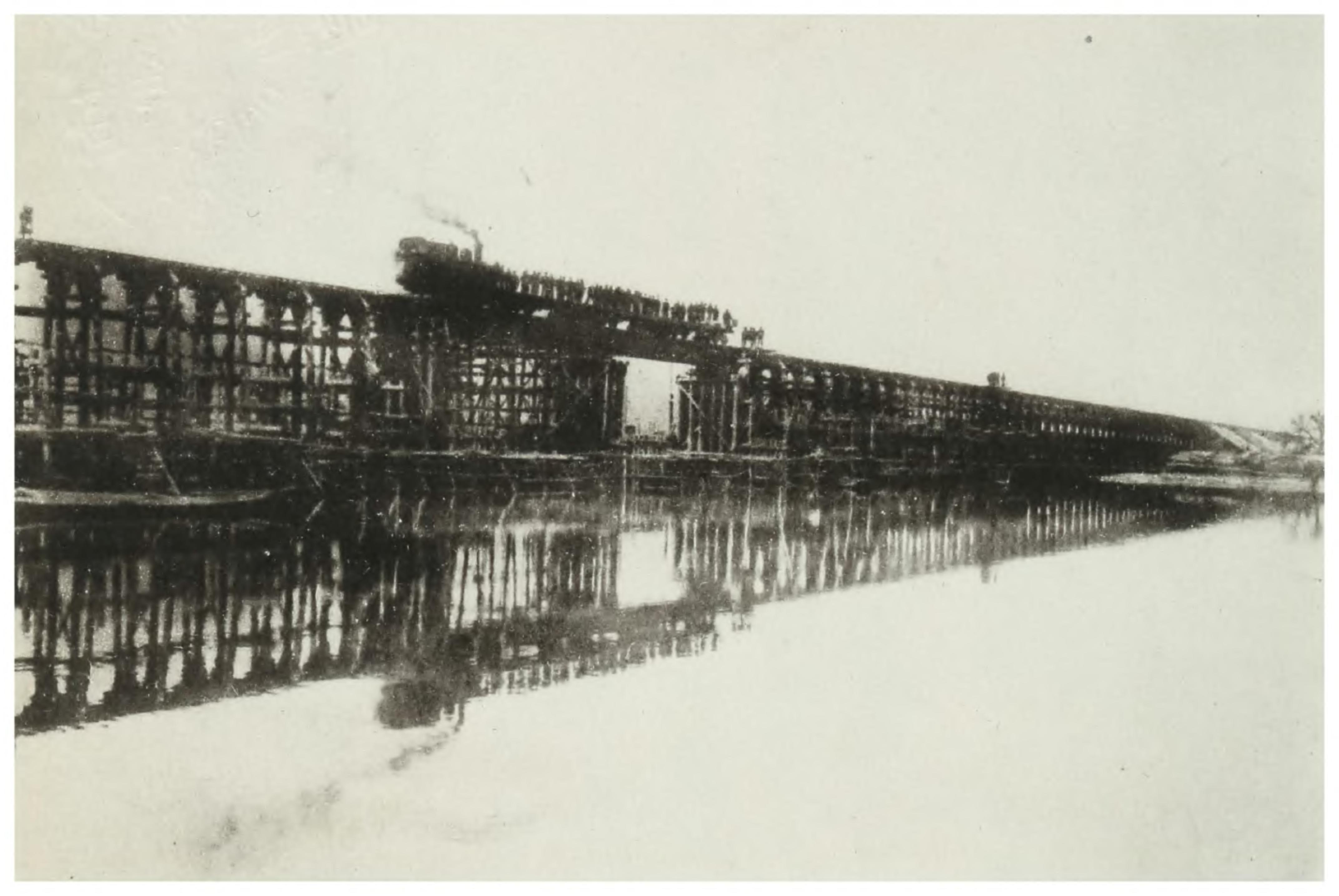
대동강의 목조 철도교량을 기차가 달리고 있다.
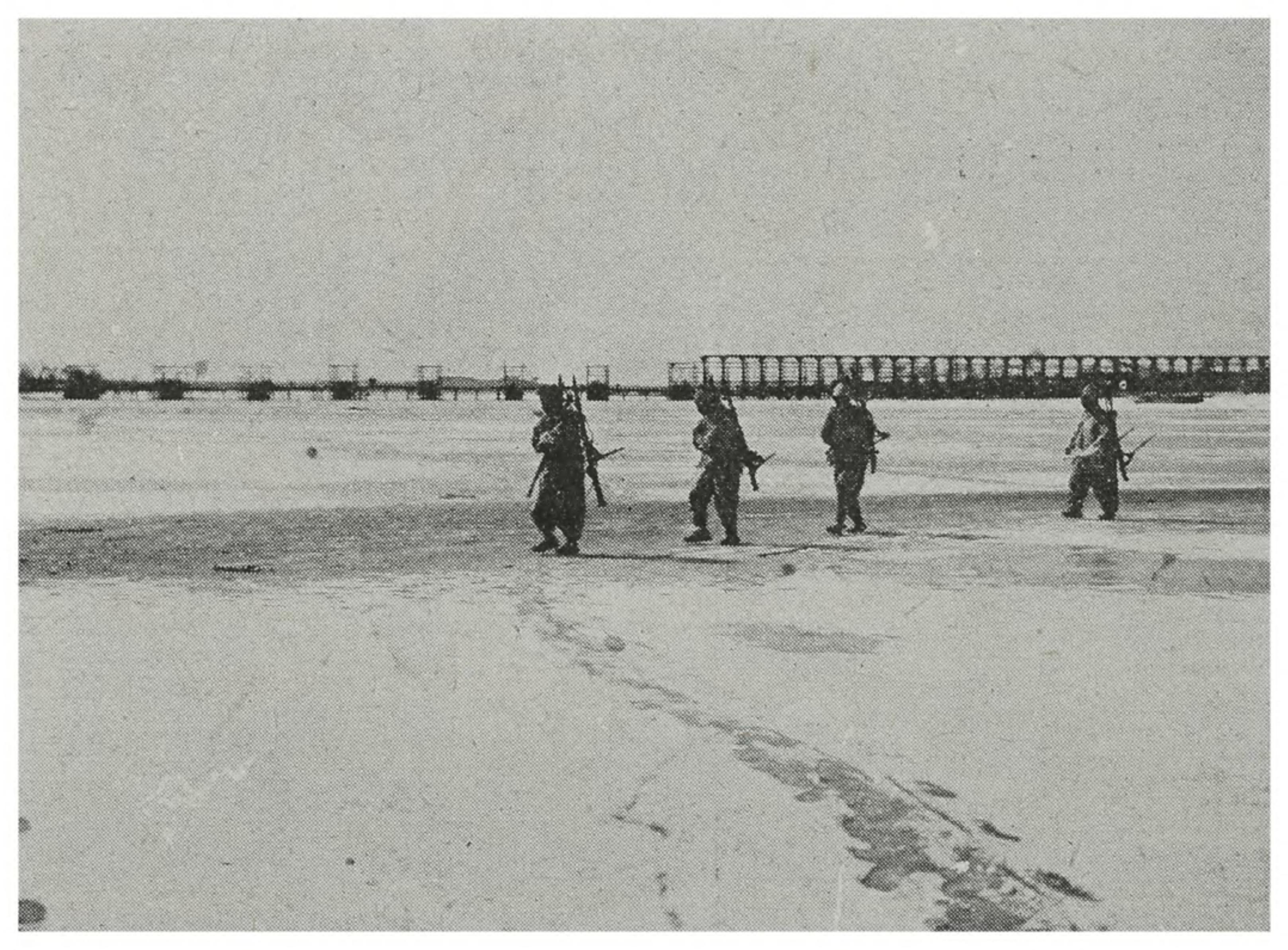
얼어붙은 대동강에서 가교 공사를 하고 있다.
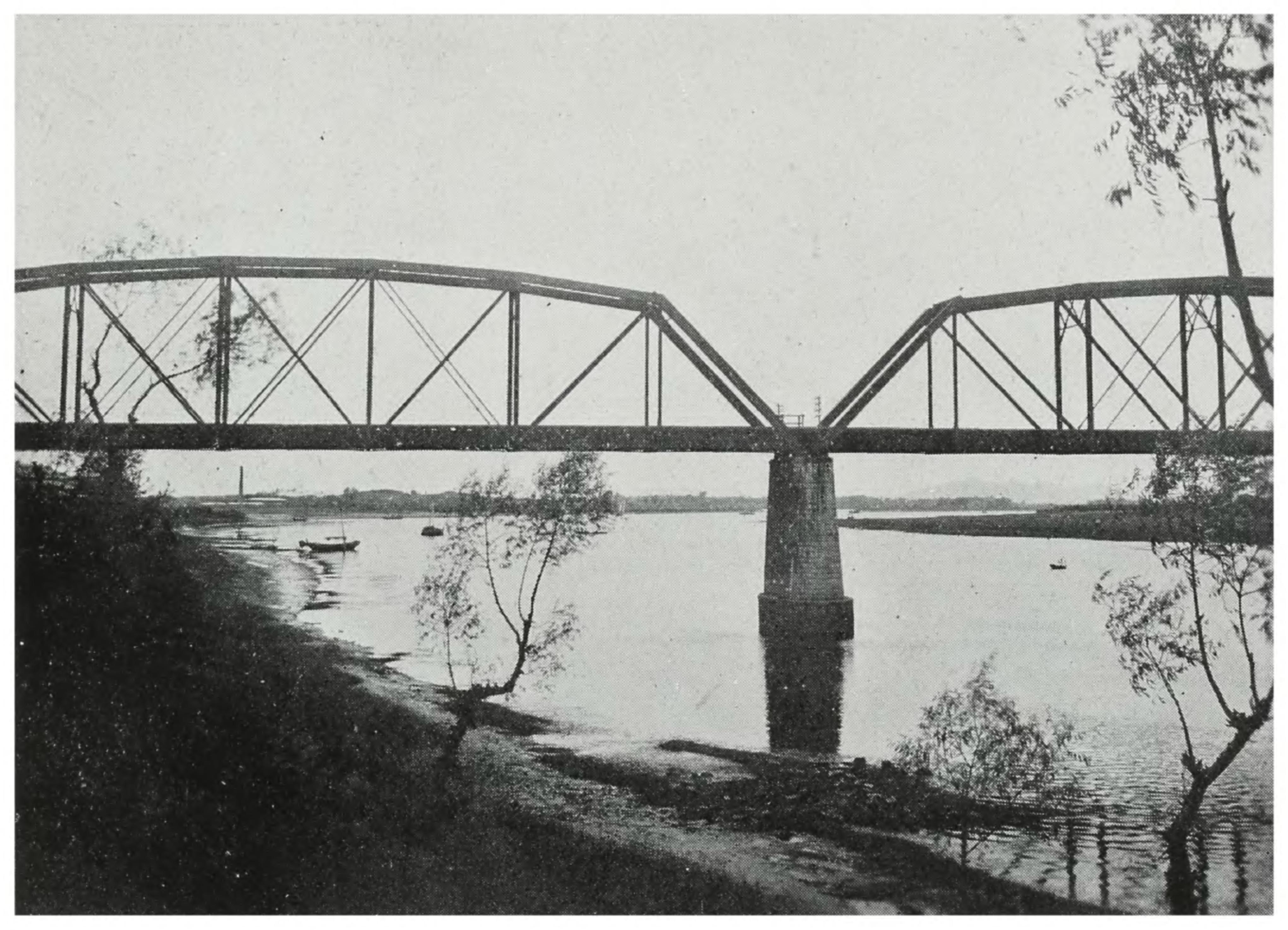
대동강의 목조 철도 교량을 철교로 대체 공사를 한 후의 사진.
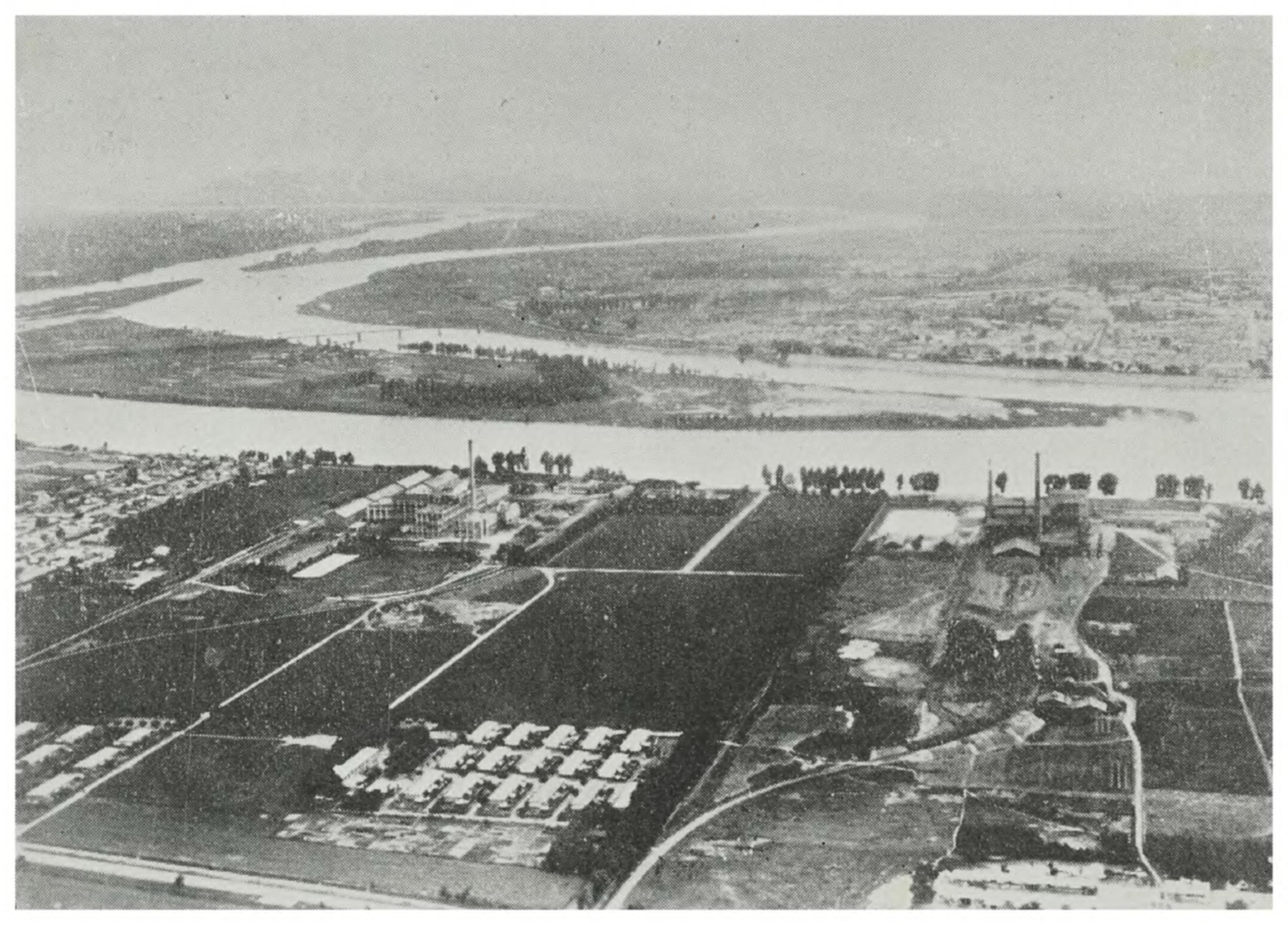
양각도와 대동강을 가로지르는 대동강 철교가 보인다.
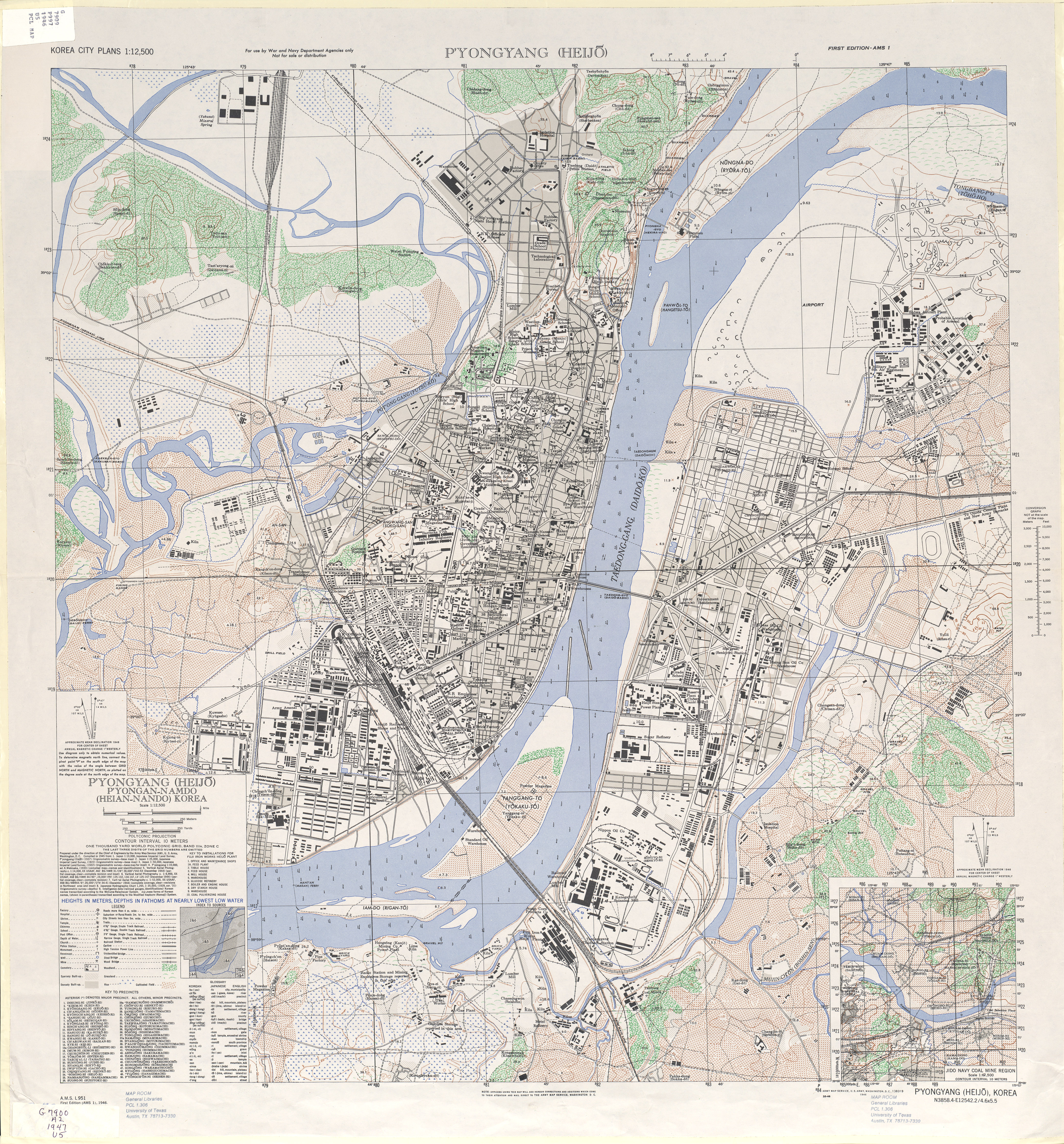
미군이 1946년 작성한 평양지도. 양각도를 지나는 대동강 철교가 나와 있다.
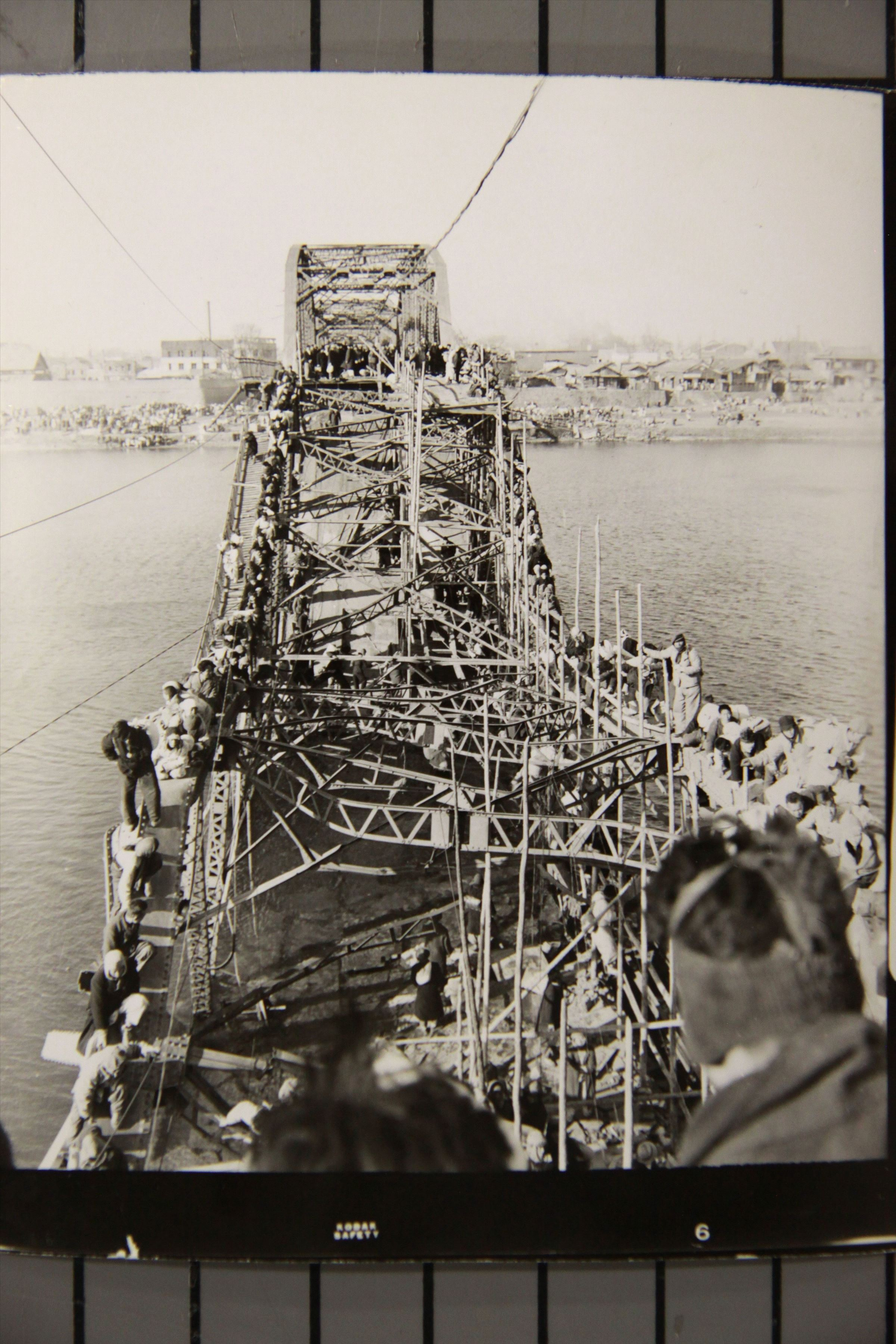
중공군 개입으로 평양에서 철수하는 UN군을 따라 남하하기 위해 대동강 철교에 매달린 피난민들 : 1950년 12월 3일
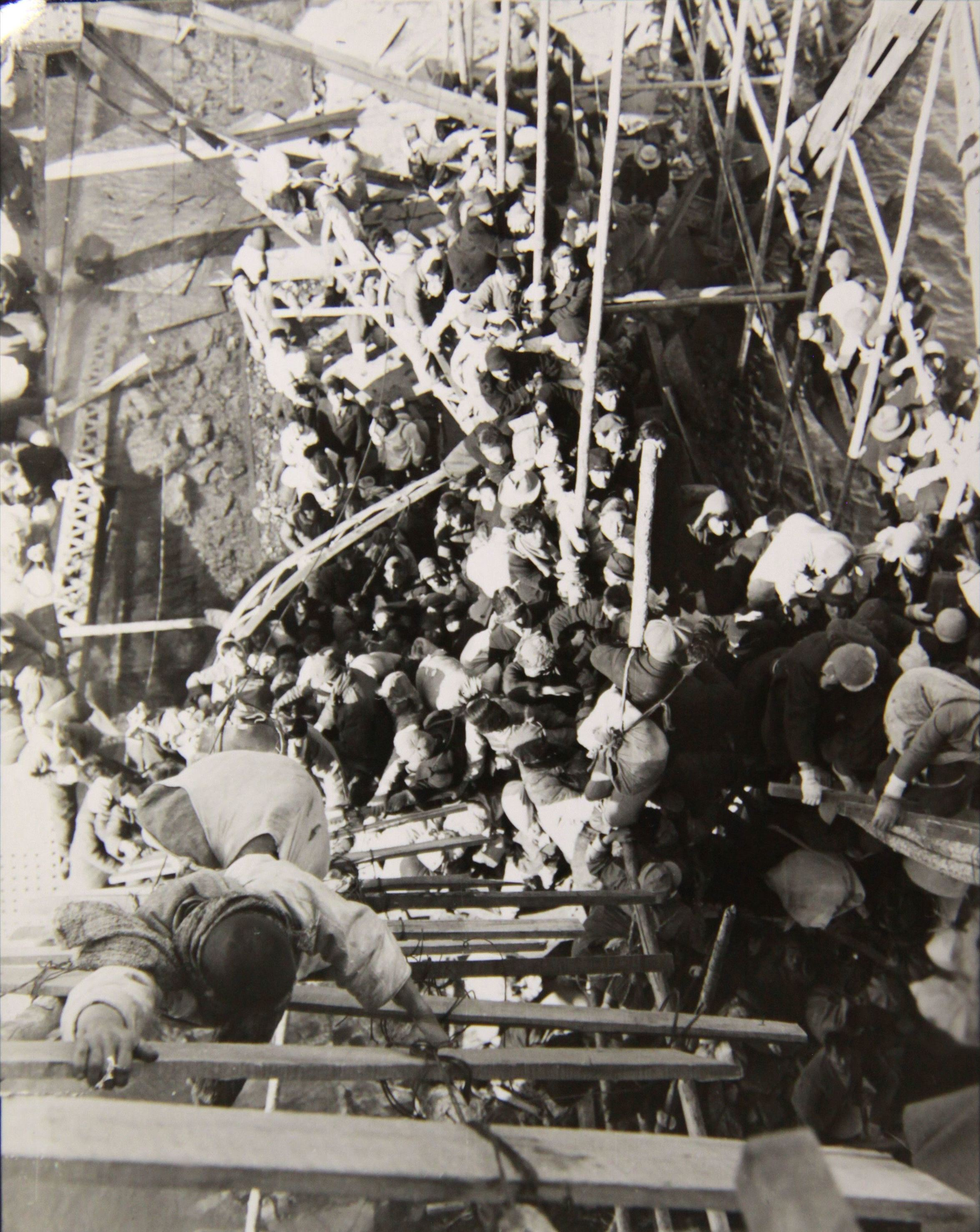
1950년 12월 3일 남하하기 위해 끊어진 대동강 철교를 오르는 피난민들
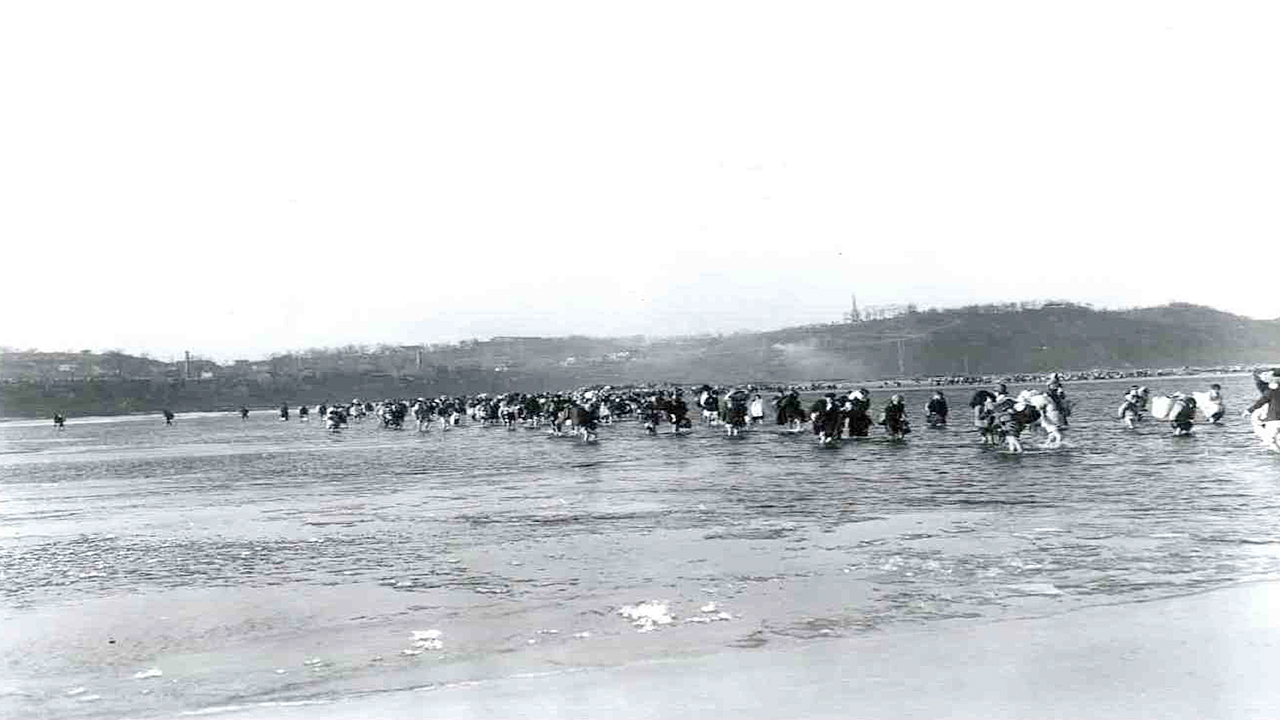
6.25 전쟁 당시 대동강을 건너 남하하는 피난민들. 1950년 12월 3일의 사진. 강물은 얼어붙기 직전이고, 얼음조각이 떠다녔다.
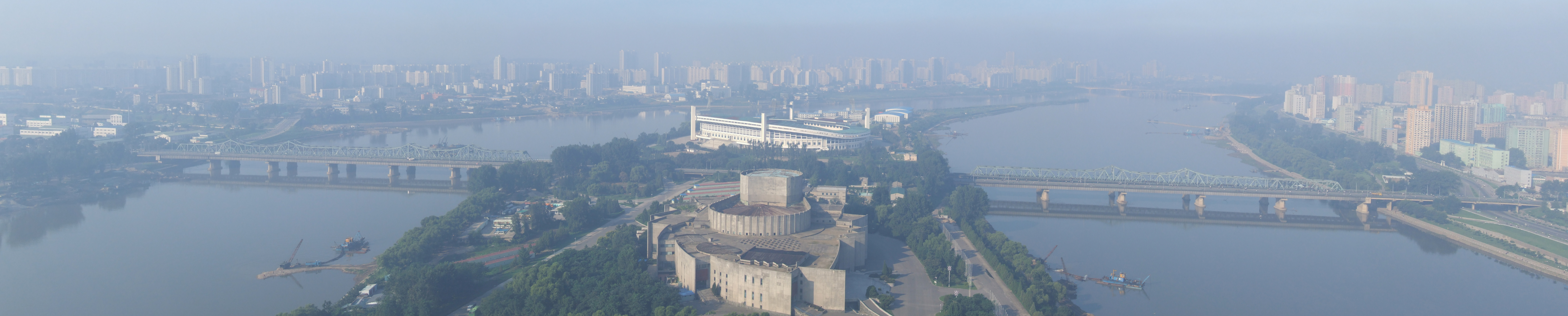
대동강철교와 양각교 파노라마 사진. 최대로 확대된 것을 보면(8,844 × 1,782 픽셀) 다리 전경이 잘 보인다.
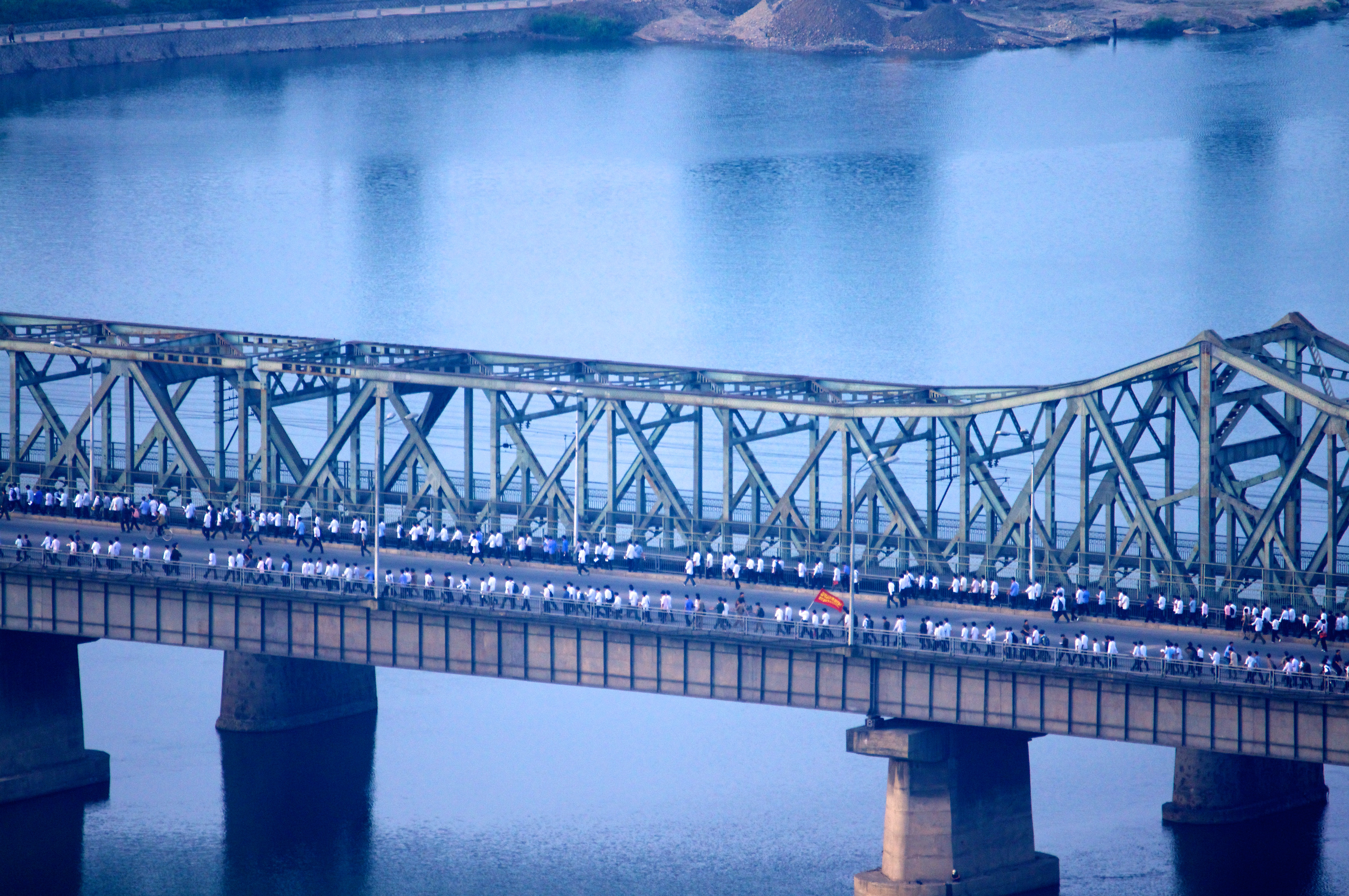
대동강철교와 양각교. 사진을 확대해서 보면 앞쪽의 사람들이 통행하는 쪽이 인도교인 양각교이고, 철제 구조물을 높이 설치해 놓은 부분이 대동강철교이다.

- Flight of Refugees Across Wrecked Bridge in Korea en.wikipedia : 1950년 12월 4일 끊어진 대동강 철교를 건너려는 피난민들
- Yanggak Rail Bridge Structurae (International Database and Gallery of Structures)